# 中華職棒東山再起獎
中華職棒東山再起獎是由中華職棒大聯盟的球員個人年度獎項之一，自2017年起設立，用以表揚傷癒成功復出、或在經歷一段時間的低潮後，再次締造佳績、表現優異的球員。此獎項為2017年10月11日由棒球記者作家協會向中職提出增設，不過得獎者由聯盟視情形決定，非採取其他獎項使用的票選方式。此外授獎標準也比照日本職棒的相同獎項採取高標準授獎原則，不會每年都有球員獲獎。

## 年度得主
| 年度   | 姓名     | 球隊           | 守備位置 |
| ------ | -------- | -------------- | -------- |
| 2018年 | （從缺） | （從缺）       | （從缺） |
| 2019年 | 潘威倫   | 統一7-ELEVEn獅 | 投手     |
| 2020年 | 高國輝   | 富邦悍將       | 外野手   |
| 2021年 | 官大元   | 中信兄弟       | 投手     |
| 2022年 | 王勝偉   | 富邦悍將       | 內野手   |
| 2023年 | （從缺） | （從缺）       | （從缺） |
| 2024年 | 林智平   | 樂天桃猿       | 內野手   |